# Praxe (Aufnahmeritual)
Die Praxe ist ein Aufnahmeritual für die Erstsemesterstudenten an den Universitäten in Portugal. Die Erstsemester werden von den höheren Semestern schikaniert und häufig mit entwürdigenden Tätigkeiten beschäftigt.

## Ursprung
Die „Praxe“ hat ihren Ursprung an der Universität Coimbra im 17. Jahrhundert, jedoch ging es damals nicht „nur“ darum Erstsemester zu schikanieren, sondern eher um Verbrechen.

## Heute

### Covilhã
„Es gibt strikte Regeln. Man muss nicht nur die Veteranen respektieren, sondern ihnen auch gehorchen“, erklärt die 18-jährige Erstsemesterstudentin der Universidade da Beira Interior (UBI) in Covilhã Inês. In Covilhã äußern sich dies in den folgenden 8 Regeln:
1. Frischling ist nur einer („Caloiro é só um“).
2. Herdengeist („Espírito de manada“).
3. Sich immer durchschlagen.
4. Respekt ist sehr schön.
5. Entlassen heißt nicht gelassen.
6. Der Frischling ist asexuell.
7. Frischling verrät keinen Veteranen.
8. Schwarz brennt. Jeder, der teilnehme, müsse die Regeln im Schlaf können.

Auch gibt es bei der Praxe eine feste Hierarchie, in Covilhã beispielsweise dürfen die Erstsemester die höheren Semester in ihrer traditionellen schwarzen Studententracht nicht berühren. Ebenso gibt es während dieser unterschiedliche Bezeichnungen für die Studenten je Studienjahr (1. Frischlinge, 2. Meister, 3. Großmeister, 4. Veterane, 5. Konsule, 6. Senadorum und im höchsten Studienjahr Imperatorum).

### In anderen Städten
Je nach Universitätsstadt gibt es entweder keine Praxe, eine abgeschwächte Version oder – insbesondere in den älteren Universitätsstädten – wird sie besonders stark zelebriert; so in Porto, Coimbra oder Braga. Wichtig festzuhalten ist allerdings auch, dass die Universitäten solche Aufnahmeriten auf ihren Campi verbieten. Auch nehmen viele Studenten gar nicht an ihnen teil, da die Teilnahme freiwillig ist.

### Kritik
Ende 2013 starben in Lissabon sechs Studierende während der Praxe, nachdem sie „eine gewaltige Welle ins Wasser“ riss.